# Christian Sautter
Christian Sautter (ur. 9 kwietnia 1940 w Autun) – francuski polityk, urzędnik państwowy i samorządowiec, w latach 1999–2000 minister gospodarki, finansów i przemysłu, od 2001 do 2014 zastępca mera Paryża.

## Życiorys
Absolwent École polytechnique, École nationale de la statistique et de l’administration économique oraz Instytutu Nauk Politycznych w Paryżu. W latach 1965–1985 był pracownikiem instytutu statystycznego INSEE, następnie do 2000 urzędnikiem państwowym w randze inspektora finansowego. Zajmował stanowiska wicedyrektora (1978–1979) i dyrektora (1980–1981) ośrodka badawczego CEPII.
Działacz Partii Socjalistycznej. Pracował także w administracji prezydenta François Mitterranda jako radca (1981–1982) oraz zastępca sekretarza generalnego Pałacu Elizejskiego (1982–1985 i 1988–1991). Od 1991 do 1993 pełnił funkcję prefekta (przedstawiciela rządu) dla regionu Île-de-France i dla Paryża.
Od czerwca 1997 do listopada 1999 był sekretarzem stanu do spraw budżetu w rządzie Lionela Jospina. Następnie zastąpił Dominique’a Strauss-Kahna na urzędzie ministra gospodarki, finansów i przemysłu, który sprawował do marca 2000, gdy funkcję tę przejął Laurent Fabius. W 2001 uzyskał mandat radnego Paryża, w marcu tegoż roku objął stanowisko zastępcy mera Bertranda Delanoë, które zajmował do kwietnia 2014.

## Odznaczenia
Odznaczony Legią Honorową V klasy i Orderem Narodowym Zasługi IV klasy oraz Złotą i Srebrną Gwiazdą Orderu Wschodzącego Słońca.